# Manuchehr Ekbal

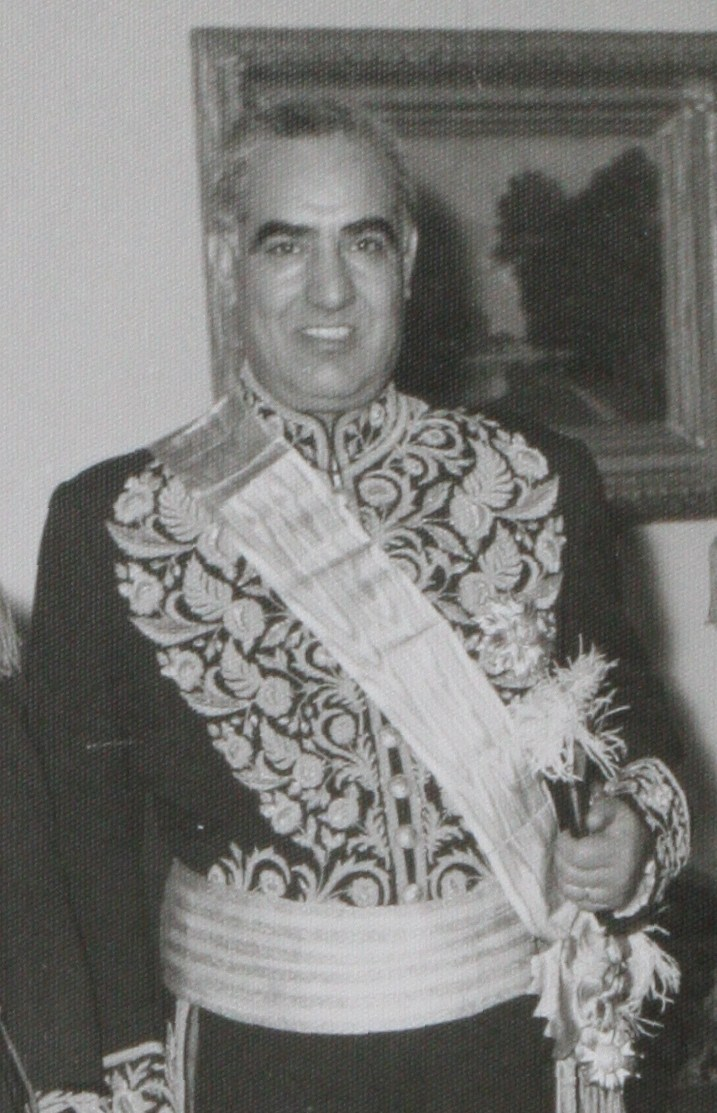
Manuchehr Ekbal

Manuchehr Ekbal (Mashhad, 14 oktober 1909 - Teheran, 25 november 1977) was een Iraans premier. 
Ekbal werd op 3 april 1957 premier voor de Melliyoun (Nationalistische Partij) en bleef dat tot 31 augustus 1960.
- Gemeinsame Normdatei: 1021256315
- International Standard Name Identifier: 0000 0000 4425 6420
- Library of Congress Control Number: no2003050089
- National Archives and Records Administration: 135476772
- Nationale Bibliotheek van Israël: 987007568328905171
- Système universitaire de documentation: 150491409
- Virtual International Authority File: 56300052
- WorldCat: E39PBJxrWW7TdWTTrQyKWM7mBP